# Міжнародна премія з біології
Міжнародна премія з біології (яп. 国際生物学賞, латиніз.: Kokusai Seibutsugaku-shō) — щорічна нагорода за «видатний внесок у розвиток досліджень у фундаментальній біології». Премія, хоча вона не завжди присуджується біологу, є однією з найпрестижніших нагород, які може отримати науковець. Немає обмежень щодо громадянства одержувача. 

## Інформація

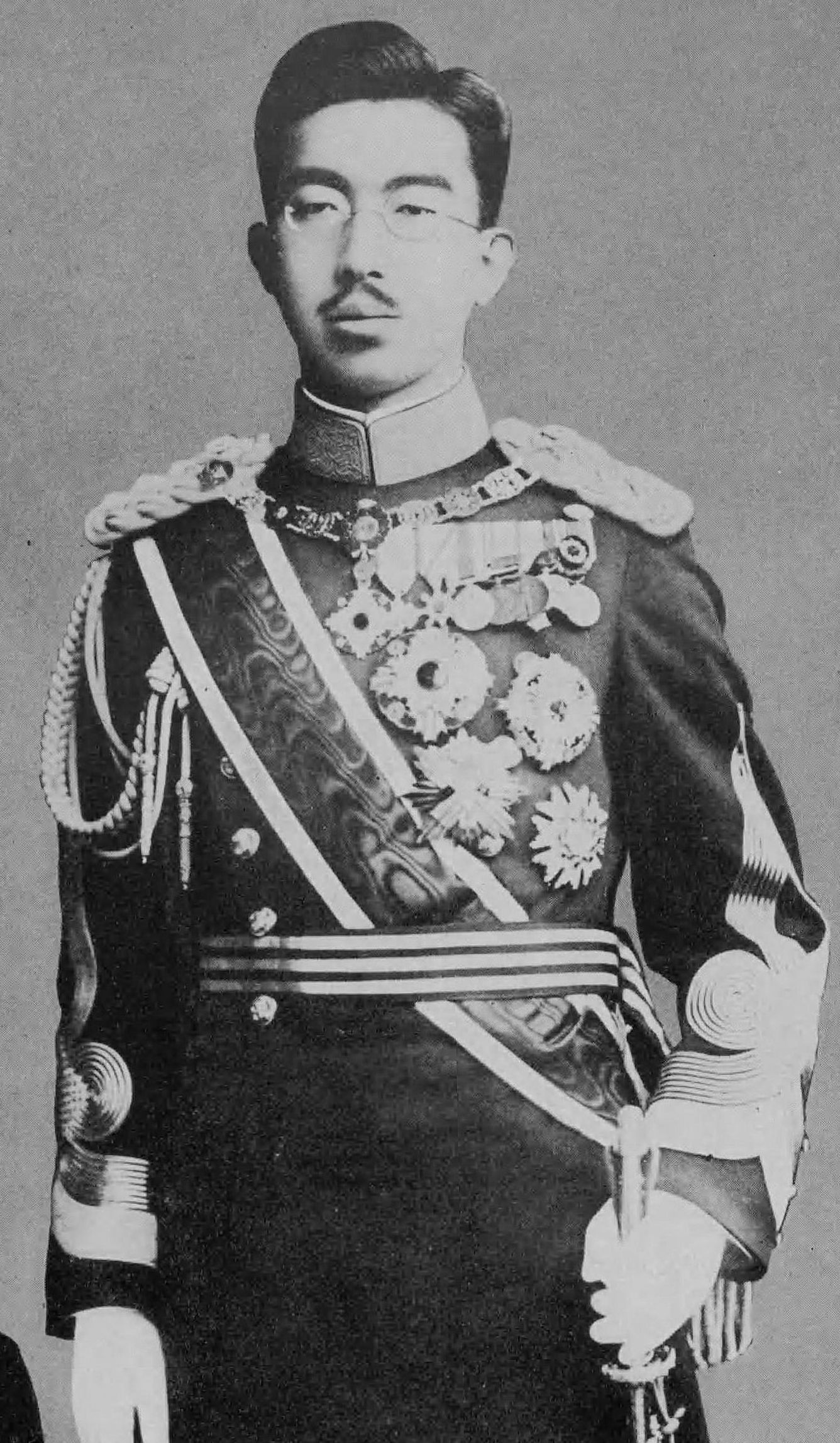
Імператор Сьова

Міжнародна премія з біології була створена у 1985 році на честь 60-річного правління імператора Сьова в Японії та його давнього інтересу до «біології та її підтримки».  Вибором кандидатів та присудженням премії займається Японське товариство сприяння науці. Лауреата нагороджують медаллю та премією в сумі 10 мільйонів єн, а у Токіо проходить міжнародний симпозіум у галузі наукових досліджень. Церемонія нагородження проводиться у присутності імператора Японії .
Першу Міжнародну премію з біології отримав Едред Джон Генрі Корнер, видатний вчений у галузі систематичної біології, оскільки імператор Сьова цікавився цією сферою та працював у ній довгий час.

## Критерії присудження премії
Премія присуджується за такими критеріями:
- Премія присуджується Комітетом щороку, починаючи з 1985 року.
- Премія складається з медалі та призу в десять мільйонів (10 000 000) єн.
- Немає обмежень щодо громадянства одержувача.
- Премія присуджується особі, яка, на думку членів Комітету, зробила видатний внесок у розвиток досліджень у фундаментальній біології.
- Спеціальність у галузі біології, за якою буде присуджуватися Премія, вирішується щорічно Комітетом.
- Відбіркова комісія, яка складатиметься з японських та закордонних членів, повідомить комітет про відповідних кандидатів на премію.
- Приймальна комісія запрошує кандидатів та відповідальних осіб від організацій у країні та за кордоном, які відбіркова комісія вважатиме за необхідне.
- Приймальна комісія подає до Комітету звіт, що містить рекомендації кандидата на здобуття Премії та супровідну заяву.
- Премія вручається щороку. Разом з церемонією проводиться міжнародний симпозіум, на якому лауреата запрошують прочитати спеціальну лекцію.

## Лауреати
Джерело: Japan Society for the Promotion of Science [Архівовано 21 березня 2022 у Wayback Machine.]
| Year | Laureate                | Nationality     | Field                                                           |
| ---- | ----------------------- | --------------- | --------------------------------------------------------------- |
| 1985 | Едред Джон Генрі Корнер | Велика Британія | Таксономія та Систематична біологія                             |
| 1986 | Пітер Рейвен            | США             | Таксономія та Систематична біологія                             |
| 1987 | Джон Гердон             | Велика Британія | Біологія розвитку                                               |
| 1988 | Мотоо Кімура            | Японія          | Популяційна біологія                                            |
| 1989 | Ерік Джеймс Дентон      | Велика Британія | Біологія океану                                                 |
| 1990 | Masakazu Konishi        | Японія          | Етологія                                                        |
| 1991 | Маршалл Гетч            | Австралія       | Функціональна ботаніка                                          |
| 1992 | Кнут Шмідт-Нільсен      | Норвегія США    | Порівняльна фізіологія та біохімія                              |
| 1993 | Едвард Осборн Вілсон    | США             | Екологія                                                        |
| 1994 | Ернст Майр              | Німеччина США   | Таксономія та Систематична біологія                             |
| 1995 | Ієн Гіббонс             | Велика Британія | Клітинна біологія                                               |
| 1996 | Ryuzo Yanagimachi       | Японія          | Біологія розмноження                                            |
| 1997 | Еліот Меєровіц          | США             | Ботаніка                                                        |
| 1998 | Otto Thomas Solbrig     | Аргентина       | Біорізноманіття                                                 |
| 1999 | Setsuro Ebashi          | Японія          | Фізіологія тварин                                               |
| 2000 | Seymour Benzer          | США             | Біологія розвитку                                               |
| 2001 | Harry B. Whittington    | Велика Британія | Палеонтологія                                                   |
| 2002 | Масатосі Неї            | США             | Еволюційна біологія                                             |
| 2003 | Shinya Inoué            | США             | Клітинна біологія                                               |
| 2004 | Thomas Cavalier-Smith   | Велика Британія | Таксономія та Систематична біологія                             |
| 2005 | Nam-Hai Chua            | Велика Британія | Структурна біологія тонких структур, морфологія та морфогенезис |
| 2006 | Serge Daan              | Нідерланди      | Хронобіологія                                                   |
| 2007 | David Hogness           | США             | Генетика                                                        |
| 2008 | David Tilman            | США             | Екологія                                                        |
| 2009 | Winslow Briggs          | США             | Ботаніка                                                        |
| 2010 | Nancy A. Moran          | США             | Біологія симбіозу                                               |
| 2011 | Eric H. Davidson        | США             | Біологія розвитку                                               |
| 2012 | Joseph Altman           | США             | Нейробіологія                                                   |
| 2013 | Joseph Felsenstein      | США             | Біологія еволюції                                               |
| 2014 | Пітер Крейн             | Велика Британія | Біорізноманіття                                                 |
| 2015 | Осумі Йосінорі          | Японія          | Клітинна біологія                                               |
| 2016 | Stephen P. Hubbell      | США             | Біорізноманіття                                                 |
| 2017 | Rita R. Colwell         | США             | Біологія океану                                                 |
| 2018 | Ендрю Нолл              | США             | Науки про Землю і планети                                       |
| 2019 | Naomi Pierce            | США             | Біологія комах                                                  |